# Marienkapelle (Wang)
Die Marienkapelle in Wang ist eine Kapelle in der Gemeinde Wang im Bezirk Scheibbs in Niederösterreich. Sie wurde 2012 aus einer ehemaligen Trafostation der EVN AG zu einer Kapelle umgebaut.

## Geschichte
Im Jahr 2012 hatte Anna Kogler aus Wang die Idee, die ehemalige und leerstehende Trafostation der EVN in der Ewixen (Gemeinde Wang bei Steinakirchen am Forst) zu einem Ort, an dem Menschen „Energie tanken“ können, umzubauen. Zuvor versorgte die Trafostation jahrelang ein lokales Sägewerk und Haushalte in der Umgebung. Nach dem Bau einer neuen Station wurde die alte von der lokalen Bevölkerung zu einer Marienkapelle adaptiert.

## Ausstattung
In der Kapelle befindet sich eine etwa hundert Jahre alte Lourdes-Madonna mit einer Größe von 170 Zentimetern. Bis zum Brand 1952 befand sich die Statue in der Pfarrkirche Wieselburg, danach war sie auf Bauernhöfen in der Umgebung untergebracht. Nach einer umfassenden Restaurierung wurde sie in der neuen Kapelle aufgestellt.